# جائزة أستراليا الكبرى 2013
جائزة أستراليا الكبرى 2013 هو سباق فورمولا 1 أقيم في حلبة سباق الجائزة الكبرى في ملبورن، أستراليا. كان الأول من أصل 19 في بطولة العالم لسباقات الفورمولا واحد موسم 2013. حلّ الفنلندي كيمي رايكونن أولا بينما جاء الإسباني فرناندو ألونسو في المركز الثاني وحصل على المركز الثالث سباستيان فيتل.